# Улица Айда
Улица А́йда (эст. Aida tänav, Амбарная улица) — короткая (131 метр) улица Старого Таллина (Эстония), идёт от улицы Лай к улицам Кооли и Лаборатоориуми.

## История
Название улицы (Амбарная) связано с амбаром (эст. ait), построенным на улице в 1692—1695 годах.
Прежде улица называлась «перекресток у монастыря», по существовавшему по соседству (улица Суур-Клоостри) Михайловскому монастырю цистерцианского ордена.
Название Аида (нем. Speichergasse) было официально подтверждено для улицы в 1872 году.
В 1685 году на углу с улицей Лай в стиле барокко построен дом (современный адрес — улица Лай, д. 17) с 1711 по 1729 год принадлежавший А. Меншикову (сейчас — Эстонский музей прикладного искусства).
В связи с реконструкцией Таллинского городского театра часть застройки была снесена в 1988—1990 годах для возведения большого зала театра, но потом это строительство было заморожено. На этом месте в настоящее время организована летняя площадка театра.

## Застройка улицы[2]
- Дом 3 — территория бывшего монастыря. В 1692—1695 годах построено складское здание (д. 5), крупнейший на то время склад в городе[3]. В 1823 году был настроен второй этаж и возведена новая крыша (архитектор Бантельман). Повреждения, полученные зданием во время Великой Отечественной войны, устранены в 1954—1955 годах. В 1974—1980 годах здание было отреставрировано и его занял Музей прикладного искусства.
- Дом 6 — построен в XV веке. Восстановлен в 1723—1739 годах после разрушений во время Северной войны и приспособлен под склад, часть порталов, окон, ниш замурованы, в фасаде устроены грузовые люки.
- Дом 19 — дом на северном углу с улицей Лай входит в структуру Таллинского городского театра. Значительное место на улице занимает летняя площадка этого театра[4].

## Улица в кинематографе

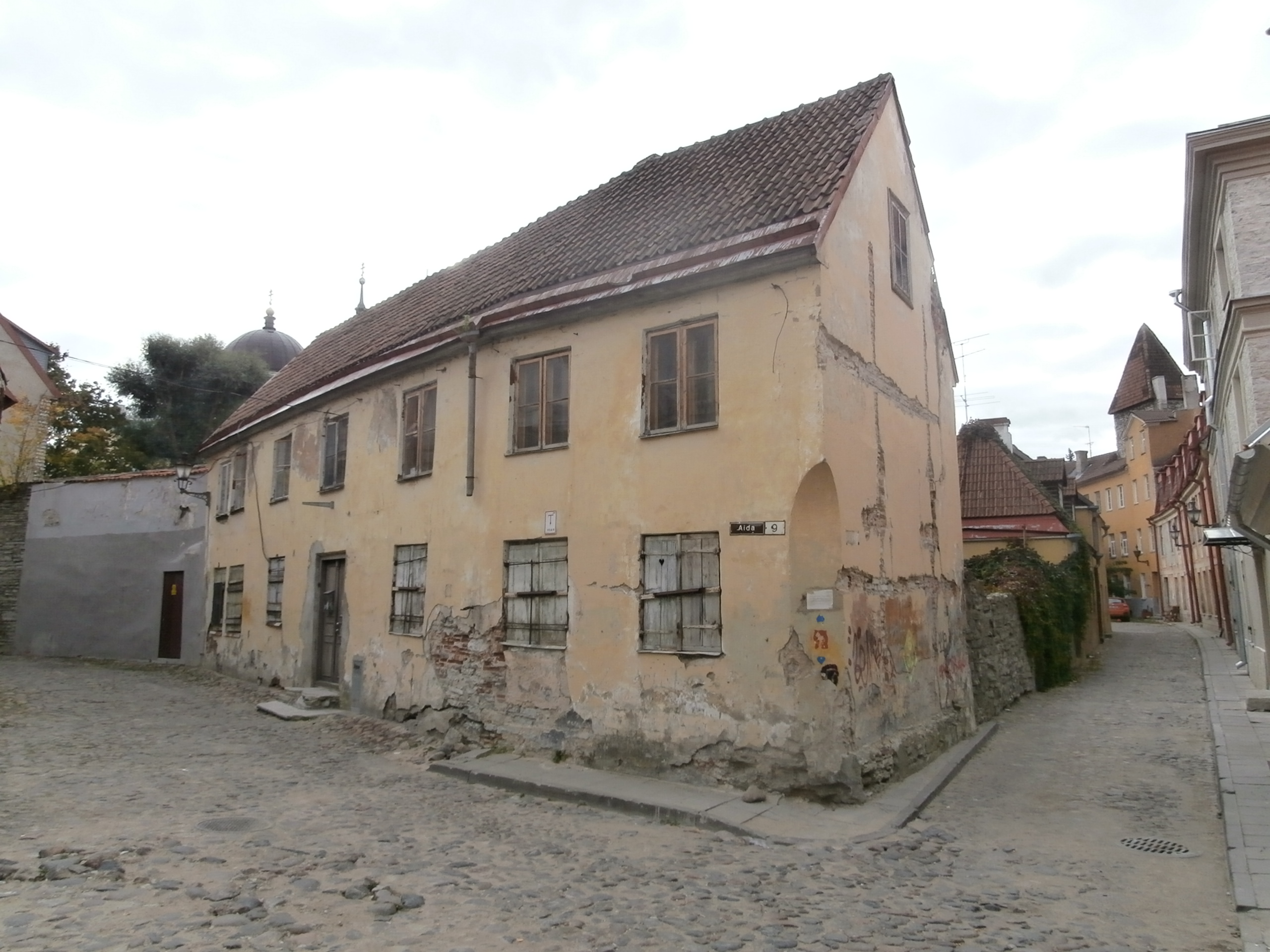
Дом 9

У дома 9 происходит драка капитана Пауля Кригера (Олег Даль) с проходящим по улице гестаповским садистом-изувером Вальтером (Хейкки Харавеэ) в фильме «Вариант «Омега»».
Здесь же находится дом доктора Гаспара Арнери в фильме «Три толстяка»